# Vuelta a Bélgica 2023
La 92.ª edición de la Vuelta a Bélgica fue una carrera de ciclismo en ruta por etapas que se celebró entre el 14 y el 18 de junio de 2023 con inicio en la ciudad de Scherpenheuvel-Zichem y final en la capital Bélgica, Bruselas. El recorrido constó de un total de 5 etapas sobre una distancia total de 723,2 km.
La carrera hizo parte del circuito UCI ProSeries, dentro de la categoría 2.Pro, y fue ganada por el neerlandés Mathieu van der Poel del Alpecin-Deceuninck. Completaron el podio, como segundo y tercer clasificado respectivamente, el noruego Søren Wærenskjold del Uno-X y el danés Casper Pedersen del Soudal Quick-Step.

## Equipos participantes
Tomaron parte en la carrera 21 equipos: 6 de categoría UCI WorldTeam, 10 de categoría UCI ProTeam y 5 de categoría Continental. Formaron así un pelotón de 147 ciclistas de los que acabaron 125. Los equipos participantes fueron:
| WorldTeams (6)- Alpecin-Deceuninck - Astana Qazaqstan Team - Intermarché-Circus-Wanty - Soudal Quick-Step - Team DSM - Trek-Segafredo ProTeams (10)- Bingoal WB - Bolton Equities Black Spoke Pro Cycling - Eolo-Kometa - Human Powered Health - Israel-Premier Tech - Lotto Dstny - Team Corratec-Selle Italia - Team Flanders-Baloise - Team Novo Nordisk - Uno-X Pro Cycling Team Equipos continentales (4)- Baloise Trek Lions - Beat Cycling Club - Tarteletto-Isorex - Volkerwessels Cycling Team Unknown team category- Pauwels Sauzen-Bingoal |
| |

## Etapas
| Etapa     | Fecha     | Recorrido                                     | type                    | Distancia (km) | Desnivel (m) | Ganador              | Líder                |
| --------- | --------- | --------------------------------------------- | ----------------------- | -------------- | ------------ | -------------------- | -------------------- |
| 1.ª etapa | 14 de jun | Scherpenheuvel-Zichem – Scherpenheuvel-Zichem | etapa llana             | 164,9          | 1037 m       | Jasper Philipsen     | Jasper Philipsen     |
| 2.ª etapa | 15 de jun | Merelbeke – Knokke-Heist                      | etapa llana             | 175,7          | 457 m        | Fabio Jakobsen       | Fabio Jakobsen       |
| 3.ª etapa | 16 de jun | Beveren – Beveren                             | contrarreloj individual | 15,2           | 37 m         | Søren Wærenskjold    | Mathieu van der Poel |
| 4.ª etapa | 17 de jun | Durbuy – Durbuy                               | etapa escarpada         | 172,6          | 3230 m       | Mathieu van der Poel | Mathieu van der Poel |
| 5.ª etapa | 18 de jun | Bruselas – Bruselas                           | etapa llana             | 194,8          | 1174 m       | Fabio Jakobsen       | Mathieu van der Poel |

## Desarrollo de la carrera

### 1.ª etapa
| Scherpenheuvel-Zichem - Scherpenheuvel-Zichem | etapa llana | (164,9 km) |

| \| Clasificación de la etapa \| Clasificación de la etapa \| Clasificación de la etapa \| Clasificación de la etapa \| Clasificación de la etapa \| \| Ciclista \| Ciclista \| Equipo \| Tiempo \| \| \| ------------------------- \| ------------------------- \| ------------------------- \| ------------------------- \| ------------------------- \| \| 1.º \| Jasper Philipsen \| Alpecin-Deceuninck \| 3 h 38 min 14 s \| \| \| 2.º \| Fabio Jakobsen \| Soudal Quick-Step \| + 0 s \| \| \| 3.º \| Timothy Dupont \| Tarteletto-Isorex \| + 0 s \| \| \| 4.º \| Alexander Kristoff \| Uno-X Pro Cycling Team \| + 0 s \| \| \| 5.º \| David Martín Romero \| Eolo-Kometa \| + 0 s \| \| \| 6.º \| Mathieu van der Poel \| Alpecin-Deceuninck \| + 0 s \| \| \| 7.º \| Joris Nieuwenhuis \| Baloise Trek Lions \| + 0 s \| \| \| 8.º \| Ryan Kamp \| Pauwels Sauzen-Bingoal \| + 0 s \| \| \| 9.º \| Oded Kogut \| Israel-Premier Tech \| + 0 s \| \| \| 10.º \| Tom Van Asbroeck \| Israel-Premier Tech \| + 0 s \| \| |                      |                        |                 |
| |                      |                        |                 |
| Fuente: ProCyclingStats |                      |                        |                 |
| Clasificación de la etapa |                      |                        |                 |
| Ciclista | Ciclista             | Equipo                 | Tiempo          |
| 1.º | Jasper Philipsen     | Alpecin-Deceuninck     | 3 h 38 min 14 s |
| 2.º | Fabio Jakobsen       | Soudal Quick-Step      | + 0 s           |
| 3.º | Timothy Dupont       | Tarteletto-Isorex      | + 0 s           |
| 4.º | Alexander Kristoff   | Uno-X Pro Cycling Team | + 0 s           |
| 5.º | David Martín Romero  | Eolo-Kometa            | + 0 s           |
| 6.º | Mathieu van der Poel | Alpecin-Deceuninck     | + 0 s           |
| 7.º | Joris Nieuwenhuis    | Baloise Trek Lions     | + 0 s           |
| 8.º | Ryan Kamp            | Pauwels Sauzen-Bingoal | + 0 s           |
| 9.º | Oded Kogut           | Israel-Premier Tech    | + 0 s           |
| 10.º | Tom Van Asbroeck     | Israel-Premier Tech    | + 0 s           |

| \| Clasificación general \| Clasificación general \| Clasificación general \| Clasificación general \| Clasificación general \| \| Ciclista \| Ciclista \| Equipo \| Tiempo \| \| \| --------------------- \| --------------------- \| ---------------------- \| --------------------- \| --------------------- \| \| 1.º \| Jasper Philipsen \| Alpecin-Deceuninck \| 3 h 38 min 04 s \| \| \| 2.º \| Mathieu van der Poel \| Alpecin-Deceuninck \| + 2 s \| \| \| 3.º \| Fabio Jakobsen \| Soudal Quick-Step \| + 4 s \| \| \| 4.º \| Casper Pedersen \| Soudal Quick-Step \| + 4 s \| \| \| 5.º \| Timothy Dupont \| Tarteletto-Isorex \| + 6 s \| \| \| 6.º \| Rasmus Tiller \| Uno-X Pro Cycling Team \| + 7 s \| \| \| 7.º \| Jasper De Buyst \| Lotto Dstny \| + 9 s \| \| \| 8.º \| Alexander Kristoff \| Uno-X Pro Cycling Team \| + 10 s \| \| \| 9.º \| David Martín Romero \| Eolo-Kometa \| + 10 s \| \| \| 10.º \| Joris Nieuwenhuis \| Baloise Trek Lions \| + 10 s \| \| |                      |                        |                 |
| |                      |                        |                 |
| Fuente: ProCyclingStats |                      |                        |                 |
| Clasificación general |                      |                        |                 |
| Ciclista | Ciclista             | Equipo                 | Tiempo          |
| 1.º | Jasper Philipsen     | Alpecin-Deceuninck     | 3 h 38 min 04 s |
| 2.º | Mathieu van der Poel | Alpecin-Deceuninck     | + 2 s           |
| 3.º | Fabio Jakobsen       | Soudal Quick-Step      | + 4 s           |
| 4.º | Casper Pedersen      | Soudal Quick-Step      | + 4 s           |
| 5.º | Timothy Dupont       | Tarteletto-Isorex      | + 6 s           |
| 6.º | Rasmus Tiller        | Uno-X Pro Cycling Team | + 7 s           |
| 7.º | Jasper De Buyst      | Lotto Dstny            | + 9 s           |
| 8.º | Alexander Kristoff   | Uno-X Pro Cycling Team | + 10 s          |
| 9.º | David Martín Romero  | Eolo-Kometa            | + 10 s          |
| 10.º | Joris Nieuwenhuis    | Baloise Trek Lions     | + 10 s          |

### 2.ª etapa
| Merelbeke - Knokke-Heist | etapa llana | (175,7 km) |

| \| Clasificación de la etapa \| Clasificación de la etapa \| Clasificación de la etapa \| Clasificación de la etapa \| Clasificación de la etapa \| \| Ciclista \| Ciclista \| Equipo \| Tiempo \| \| \| ------------------------- \| ------------------------- \| --------------------------------------- \| ------------------------- \| ------------------------- \| \| 1.º \| Fabio Jakobsen \| Soudal Quick-Step \| 3 h 52 min 07 s \| \| \| 2.º \| Mathieu van der Poel \| Alpecin-Deceuninck \| + 0 s \| \| \| 3.º \| Jasper De Buyst \| Lotto Dstny \| + 0 s \| \| \| 4.º \| Alexander Kristoff \| Uno-X Pro Cycling Team \| + 0 s \| \| \| 5.º \| Søren Wærenskjold \| Uno-X Pro Cycling Team \| + 0 s \| \| \| 6.º \| Gerben Thijssen \| Intermarché-Circus-Wanty \| + 0 s \| \| \| 7.º \| Rory Townsend \| Bolton Equities Black Spoke Pro Cycling \| + 0 s \| \| \| 8.º \| Emīls Liepiņš \| Trek-Segafredo \| + 0 s \| \| \| 9.º \| Oded Kogut \| Israel-Premier Tech \| + 0 s \| \| \| 10.º \| Matteo Malucelli \| Bingoal WB \| + 0 s \| \| |                      |                                         |                 |
| |                      |                                         |                 |
| Fuente: ProCyclingStats |                      |                                         |                 |
| Clasificación de la etapa |                      |                                         |                 |
| Ciclista | Ciclista             | Equipo                                  | Tiempo          |
| 1.º | Fabio Jakobsen       | Soudal Quick-Step                       | 3 h 52 min 07 s |
| 2.º | Mathieu van der Poel | Alpecin-Deceuninck                      | + 0 s           |
| 3.º | Jasper De Buyst      | Lotto Dstny                             | + 0 s           |
| 4.º | Alexander Kristoff   | Uno-X Pro Cycling Team                  | + 0 s           |
| 5.º | Søren Wærenskjold    | Uno-X Pro Cycling Team                  | + 0 s           |
| 6.º | Gerben Thijssen      | Intermarché-Circus-Wanty                | + 0 s           |
| 7.º | Rory Townsend        | Bolton Equities Black Spoke Pro Cycling | + 0 s           |
| 8.º | Emīls Liepiņš        | Trek-Segafredo                          | + 0 s           |
| 9.º | Oded Kogut           | Israel-Premier Tech                     | + 0 s           |
| 10.º | Matteo Malucelli     | Bingoal WB                              | + 0 s           |

| \| Clasificación general \| Clasificación general \| Clasificación general \| Clasificación general \| Clasificación general \| \| Ciclista \| Ciclista \| Equipo \| Tiempo \| \| \| --------------------- \| --------------------- \| ---------------------- \| --------------------- \| --------------------- \| \| 1.º \| Fabio Jakobsen \| Soudal Quick-Step \| 7 h 30 min 05 s \| \| \| 2.º \| Mathieu van der Poel \| Alpecin-Deceuninck \| + 0 s \| \| \| 3.º \| Jasper De Buyst \| Lotto Dstny \| + 7 s \| \| \| 4.º \| Casper Pedersen \| Soudal Quick-Step \| + 10 s \| \| \| 5.º \| Rasmus Tiller \| Uno-X Pro Cycling Team \| + 10 s \| \| \| 6.º \| Timothy Dupont \| Tarteletto-Isorex \| + 12 s \| \| \| 7.º \| Mathias Vacek \| Trek-Segafredo \| + 13 s \| \| \| 8.º \| Yves Lampaert \| Soudal Quick-Step \| + 13 s \| \| \| 9.º \| Florian Vermeersch \| Lotto Dstny \| + 15 s \| \| \| 10.º \| Jasper Stuyven \| Trek-Segafredo \| + 15 s \| \| |                      |                        |                 |
| |                      |                        |                 |
| Fuente: ProCyclingStats |                      |                        |                 |
| Clasificación general |                      |                        |                 |
| Ciclista | Ciclista             | Equipo                 | Tiempo          |
| 1.º | Fabio Jakobsen       | Soudal Quick-Step      | 7 h 30 min 05 s |
| 2.º | Mathieu van der Poel | Alpecin-Deceuninck     | + 0 s           |
| 3.º | Jasper De Buyst      | Lotto Dstny            | + 7 s           |
| 4.º | Casper Pedersen      | Soudal Quick-Step      | + 10 s          |
| 5.º | Rasmus Tiller        | Uno-X Pro Cycling Team | + 10 s          |
| 6.º | Timothy Dupont       | Tarteletto-Isorex      | + 12 s          |
| 7.º | Mathias Vacek        | Trek-Segafredo         | + 13 s          |
| 8.º | Yves Lampaert        | Soudal Quick-Step      | + 13 s          |
| 9.º | Florian Vermeersch   | Lotto Dstny            | + 15 s          |
| 10.º | Jasper Stuyven       | Trek-Segafredo         | + 15 s          |

### 3.ª etapa
| Beveren - Beveren | contrarreloj individual | (15,2 km) |

| \| Clasificación de la etapa \| Clasificación de la etapa \| Clasificación de la etapa \| Clasificación de la etapa \| Clasificación de la etapa \| \| Ciclista \| Ciclista \| Equipo \| Tiempo \| \| \| ------------------------- \| ------------------------- \| --------------------------------------- \| ------------------------- \| ------------------------- \| \| 1.º \| Søren Wærenskjold \| Uno-X Pro Cycling Team \| 17 min 09 s \| \| \| 2.º \| Yves Lampaert \| Soudal Quick-Step \| + 12 s \| \| \| 3.º \| Alexander Edmondson \| Team DSM \| + 13 s \| \| \| 4.º \| Mathieu van der Poel \| Alpecin-Deceuninck \| + 15 s \| \| \| 5.º \| Jasper Stuyven \| Trek-Segafredo \| + 18 s \| \| \| 6.º \| Jannik Steimle \| Soudal Quick-Step \| + 19 s \| \| \| 7.º \| Aaron Gate \| Bolton Equities Black Spoke Pro Cycling \| + 19 s \| \| \| 8.º \| Casper Pedersen \| Soudal Quick-Step \| + 26 s \| \| \| 9.º \| Cees Bol \| Astana Qazaqstan Team \| + 28 s \| \| \| 10.º \| Samuel Welsford \| Team DSM \| + 30 s \| \| |                      |                                         |             |
| |                      |                                         |             |
| Fuente: ProCyclingStats |                      |                                         |             |
| Clasificación de la etapa |                      |                                         |             |
| Ciclista | Ciclista             | Equipo                                  | Tiempo      |
| 1.º | Søren Wærenskjold    | Uno-X Pro Cycling Team                  | 17 min 09 s |
| 2.º | Yves Lampaert        | Soudal Quick-Step                       | + 12 s      |
| 3.º | Alexander Edmondson  | Team DSM                                | + 13 s      |
| 4.º | Mathieu van der Poel | Alpecin-Deceuninck                      | + 15 s      |
| 5.º | Jasper Stuyven       | Trek-Segafredo                          | + 18 s      |
| 6.º | Jannik Steimle       | Soudal Quick-Step                       | + 19 s      |
| 7.º | Aaron Gate           | Bolton Equities Black Spoke Pro Cycling | + 19 s      |
| 8.º | Casper Pedersen      | Soudal Quick-Step                       | + 26 s      |
| 9.º | Cees Bol             | Astana Qazaqstan Team                   | + 28 s      |
| 10.º | Samuel Welsford      | Team DSM                                | + 30 s      |

| \| Clasificación general \| Clasificación general \| Clasificación general \| Clasificación general \| Clasificación general \| \| Ciclista \| Ciclista \| Equipo \| Tiempo \| \| \| --------------------- \| --------------------- \| ---------------------- \| --------------------- \| --------------------- \| \| 1.º \| Mathieu van der Poel \| Alpecin-Deceuninck \| 7 h 47 min 29 s \| \| \| 2.º \| Søren Wærenskjold \| Uno-X Pro Cycling Team \| + 1 s \| \| \| 3.º \| Yves Lampaert \| Soudal Quick-Step \| + 10 s \| \| \| 4.º \| Jasper Stuyven \| Trek-Segafredo \| + 18 s \| \| \| 5.º \| Casper Pedersen \| Soudal Quick-Step \| + 21 s \| \| \| 6.º \| Rasmus Tiller \| Uno-X Pro Cycling Team \| + 29 s \| \| \| 7.º \| Jasper De Buyst \| Lotto Dstny \| + 32 s \| \| \| 8.º \| Florian Vermeersch \| Lotto Dstny \| + 34 s \| \| \| 9.º \| Mathias Vacek \| Trek-Segafredo \| + 34 s \| \| \| 10.º \| Ben Hermans \| Israel-Premier Tech \| + 42 s \| \| |                      |                        |                 |
| |                      |                        |                 |
| Fuente: ProCyclingStats |                      |                        |                 |
| Clasificación general |                      |                        |                 |
| Ciclista | Ciclista             | Equipo                 | Tiempo          |
| 1.º | Mathieu van der Poel | Alpecin-Deceuninck     | 7 h 47 min 29 s |
| 2.º | Søren Wærenskjold    | Uno-X Pro Cycling Team | + 1 s           |
| 3.º | Yves Lampaert        | Soudal Quick-Step      | + 10 s          |
| 4.º | Jasper Stuyven       | Trek-Segafredo         | + 18 s          |
| 5.º | Casper Pedersen      | Soudal Quick-Step      | + 21 s          |
| 6.º | Rasmus Tiller        | Uno-X Pro Cycling Team | + 29 s          |
| 7.º | Jasper De Buyst      | Lotto Dstny            | + 32 s          |
| 8.º | Florian Vermeersch   | Lotto Dstny            | + 34 s          |
| 9.º | Mathias Vacek        | Trek-Segafredo         | + 34 s          |
| 10.º | Ben Hermans          | Israel-Premier Tech    | + 42 s          |

### 4.ª etapa
| Durbuy - Durbuy | etapa escarpada | (172,6 km) |

| \| Clasificación de la etapa \| Clasificación de la etapa \| Clasificación de la etapa \| Clasificación de la etapa \| Clasificación de la etapa \| \| Ciclista \| Ciclista \| Equipo \| Tiempo \| \| \| ------------------------- \| ------------------------- \| ------------------------- \| ------------------------- \| ------------------------- \| \| 1.º \| Mathieu van der Poel \| Alpecin-Deceuninck \| 4 h 09 min 42 s \| \| \| 2.º \| Thibau Nys \| Trek-Segafredo \| + 16 s \| \| \| 3.º \| Casper Pedersen \| Soudal Quick-Step \| + 18 s \| \| \| 4.º \| Søren Wærenskjold \| Uno-X Pro Cycling Team \| + 20 s \| \| \| 5.º \| Jasper De Buyst \| Lotto Dstny \| + 26 s \| \| \| 6.º \| Christian Scaroni \| Astana Qazaqstan Team \| + 26 s \| \| \| 7.º \| Vincenzo Albanese \| Eolo-Kometa \| + 28 s \| \| \| 8.º \| Yves Lampaert \| Soudal Quick-Step \| + 30 s \| \| \| 9.º \| Jonas Abrahamsen \| Uno-X Pro Cycling Team \| + 30 s \| \| \| 10.º \| Lorenzo Rota \| Intermarché-Circus-Wanty \| + 32 s \| \| |                      |                          |                 |
| |                      |                          |                 |
| Fuente: ProCyclingStats |                      |                          |                 |
| Clasificación de la etapa |                      |                          |                 |
| Ciclista | Ciclista             | Equipo                   | Tiempo          |
| 1.º | Mathieu van der Poel | Alpecin-Deceuninck       | 4 h 09 min 42 s |
| 2.º | Thibau Nys           | Trek-Segafredo           | + 16 s          |
| 3.º | Casper Pedersen      | Soudal Quick-Step        | + 18 s          |
| 4.º | Søren Wærenskjold    | Uno-X Pro Cycling Team   | + 20 s          |
| 5.º | Jasper De Buyst      | Lotto Dstny              | + 26 s          |
| 6.º | Christian Scaroni    | Astana Qazaqstan Team    | + 26 s          |
| 7.º | Vincenzo Albanese    | Eolo-Kometa              | + 28 s          |
| 8.º | Yves Lampaert        | Soudal Quick-Step        | + 30 s          |
| 9.º | Jonas Abrahamsen     | Uno-X Pro Cycling Team   | + 30 s          |
| 10.º | Lorenzo Rota         | Intermarché-Circus-Wanty | + 32 s          |

| \| Clasificación general \| Clasificación general \| Clasificación general \| Clasificación general \| Clasificación general \| \| Ciclista \| Ciclista \| Equipo \| Tiempo \| \| \| --------------------- \| --------------------- \| ---------------------- \| --------------------- \| --------------------- \| \| 1.º \| Mathieu van der Poel \| Alpecin-Deceuninck \| 11 h 56 min 52 s \| \| \| 2.º \| Søren Wærenskjold \| Uno-X Pro Cycling Team \| + 40 s \| \| \| 3.º \| Casper Pedersen \| Soudal Quick-Step \| + 53 s \| \| \| 4.º \| Yves Lampaert \| Soudal Quick-Step \| + 59 s \| \| \| 5.º \| Jasper Stuyven \| Trek-Segafredo \| + 1 min 10 s \| \| \| 6.º \| Jasper De Buyst \| Lotto Dstny \| + 1 min 17 s \| \| \| 7.º \| Florian Vermeersch \| Lotto Dstny \| + 1 min 25 s \| \| \| 8.º \| Ben Hermans \| Israel-Premier Tech \| + 1 min 35 s \| \| \| 9.º \| Mathias Vacek \| Trek-Segafredo \| + 1 min 46 s \| \| \| 10.º \| Toms Skujiņš \| Trek-Segafredo \| + 1 min 47 s \| \| |                      |                        |                  |
| |                      |                        |                  |
| Fuente: ProCyclingStats |                      |                        |                  |
| Clasificación general |                      |                        |                  |
| Ciclista | Ciclista             | Equipo                 | Tiempo           |
| 1.º | Mathieu van der Poel | Alpecin-Deceuninck     | 11 h 56 min 52 s |
| 2.º | Søren Wærenskjold    | Uno-X Pro Cycling Team | + 40 s           |
| 3.º | Casper Pedersen      | Soudal Quick-Step      | + 53 s           |
| 4.º | Yves Lampaert        | Soudal Quick-Step      | + 59 s           |
| 5.º | Jasper Stuyven       | Trek-Segafredo         | + 1 min 10 s     |
| 6.º | Jasper De Buyst      | Lotto Dstny            | + 1 min 17 s     |
| 7.º | Florian Vermeersch   | Lotto Dstny            | + 1 min 25 s     |
| 8.º | Ben Hermans          | Israel-Premier Tech    | + 1 min 35 s     |
| 9.º | Mathias Vacek        | Trek-Segafredo         | + 1 min 46 s     |
| 10.º | Toms Skujiņš         | Trek-Segafredo         | + 1 min 47 s     |

### 5.ª etapa
| Bruselas - Bruselas | etapa llana | (194,8 km) |

| \| Clasificación de la etapa \| Clasificación de la etapa \| Clasificación de la etapa \| Clasificación de la etapa \| Clasificación de la etapa \| \| Ciclista \| Ciclista \| Equipo \| Tiempo \| \| \| ------------------------- \| ------------------------- \| --------------------------- \| ------------------------- \| ------------------------- \| \| 1.º \| Fabio Jakobsen \| Soudal Quick-Step \| 4 h 12 min 38 s \| \| \| 2.º \| Jasper Philipsen \| Alpecin-Deceuninck \| + 0 s \| \| \| 3.º \| Thibau Nys \| Trek-Segafredo \| + 0 s \| \| \| 4.º \| Cees Bol \| Astana Qazaqstan Team \| + 0 s \| \| \| 5.º \| Alexander Kristoff \| Uno-X Pro Cycling Team \| + 0 s \| \| \| 6.º \| Oded Kogut \| Israel Premier Tech Academy \| + 0 s \| \| \| 7.º \| Caleb Ewan \| Lotto Dstny \| + 0 s \| \| \| 8.º \| Emiel Vermeulen \| BEAT Cycling Club \| + 0 s \| \| \| 9.º \| Gerben Thijssen \| Intermarché-Circus-Wanty \| + 0 s \| \| \| 10.º \| Mathieu van der Poel \| Alpecin-Deceuninck \| + 0 s \| \| |                      |                             |                 |
| |                      |                             |                 |
| Fuente: ProCyclingStats |                      |                             |                 |
| Clasificación de la etapa |                      |                             |                 |
| Ciclista | Ciclista             | Equipo                      | Tiempo          |
| 1.º | Fabio Jakobsen       | Soudal Quick-Step           | 4 h 12 min 38 s |
| 2.º | Jasper Philipsen     | Alpecin-Deceuninck          | + 0 s           |
| 3.º | Thibau Nys           | Trek-Segafredo              | + 0 s           |
| 4.º | Cees Bol             | Astana Qazaqstan Team       | + 0 s           |
| 5.º | Alexander Kristoff   | Uno-X Pro Cycling Team      | + 0 s           |
| 6.º | Oded Kogut           | Israel Premier Tech Academy | + 0 s           |
| 7.º | Caleb Ewan           | Lotto Dstny                 | + 0 s           |
| 8.º | Emiel Vermeulen      | BEAT Cycling Club           | + 0 s           |
| 9.º | Gerben Thijssen      | Intermarché-Circus-Wanty    | + 0 s           |
| 10.º | Mathieu van der Poel | Alpecin-Deceuninck          | + 0 s           |

## Clasificaciones finales
- Las clasificaciones finalizaron de la siguiente forma:[3]

### Clasificación general
| \| Clasificación general \| Clasificación general \| Clasificación general \| Clasificación general \| Clasificación general \| \| Ciclista \| Ciclista \| Equipo \| Tiempo \| \| \| --------------------- \| --------------------- \| ---------------------- \| --------------------- \| --------------------- \| \| 1.º \| Mathieu van der Poel \| Alpecin-Deceuninck \| 16 h 09 min 30 s \| \| \| 2.º \| Søren Wærenskjold \| Uno-X Pro Cycling Team \| + 40 s \| \| \| 3.º \| Casper Pedersen \| Soudal Quick-Step \| + 53 s \| \| \| 4.º \| Yves Lampaert \| Soudal Quick-Step \| + 59 s \| \| \| 5.º \| Jasper Stuyven \| Trek-Segafredo \| + 1 min 10 s \| \| \| 6.º \| Jasper De Buyst \| Lotto Dstny \| + 1 min 17 s \| \| \| 7.º \| Florian Vermeersch \| Lotto Dstny \| + 1 min 25 s \| \| \| 8.º \| Ben Hermans \| Israel-Premier Tech \| + 1 min 35 s \| \| \| 9.º \| Mathias Vacek \| Trek-Segafredo \| + 1 min 44 s \| \| \| 10.º \| Toms Skujiņš \| Trek-Segafredo \| + 1 min 46 s \| \| |                      |                        |                  |
| |                      |                        |                  |
| Fuente: ProCyclingStats |                      |                        |                  |
| Clasificación general |                      |                        |                  |
| Ciclista | Ciclista             | Equipo                 | Tiempo           |
| 1.º | Mathieu van der Poel | Alpecin-Deceuninck     | 16 h 09 min 30 s |
| 2.º | Søren Wærenskjold    | Uno-X Pro Cycling Team | + 40 s           |
| 3.º | Casper Pedersen      | Soudal Quick-Step      | + 53 s           |
| 4.º | Yves Lampaert        | Soudal Quick-Step      | + 59 s           |
| 5.º | Jasper Stuyven       | Trek-Segafredo         | + 1 min 10 s     |
| 6.º | Jasper De Buyst      | Lotto Dstny            | + 1 min 17 s     |
| 7.º | Florian Vermeersch   | Lotto Dstny            | + 1 min 25 s     |
| 8.º | Ben Hermans          | Israel-Premier Tech    | + 1 min 35 s     |
| 9.º | Mathias Vacek        | Trek-Segafredo         | + 1 min 44 s     |
| 10.º | Toms Skujiņš         | Trek-Segafredo         | + 1 min 46 s     |

### Clasificación por puntos
| Clasificación por puntos | Clasificación por puntos | Clasificación por puntos | Clasificación por puntos | Clasificación por puntos |
| Ciclista                 | Ciclista                 | Equipo                   | Puntos                   |                          |
| ------------------------ | ------------------------ | ------------------------ | ------------------------ | ------------------------ |
| 1.º                      | Mathieu van der Poel     | Alpecin-Deceuninck       | 94 pts                   |                          |
| 2.º                      | Fabio Jakobsen           | Soudal Quick-Step        | 85 pts                   |                          |
| 3.º                      | Søren Wærenskjold        | Uno-X Pro Cycling Team   | 56 pts                   |                          |
| 4.º                      | Jasper Philipsen         | Alpecin-Deceuninck       | 55 pts                   |                          |
| 5.º                      | Alexander Kristoff       | Uno-X Pro Cycling Team   | 55 pts                   |                          |
| 6.º                      | Thibau Nys               | Trek-Segafredo           | 47 pts                   |                          |
| 7.º                      | Jasper De Buyst          | Lotto Dstny              | 39 pts                   |                          |
| 8.º                      | Oded Kogut               | Israel-Premier Tech      | 37 pts                   |                          |
| 9.º                      | Casper Pedersen          | Soudal Quick-Step        | 30 pts                   |                          |
| 10.º                     | Yves Lampaert            | Soudal Quick-Step        | 30 pts                   |                          |

### Clasificación de la combatividad
| Clasificación de la combatividad | Clasificación de la combatividad | Clasificación de la combatividad | Clasificación de la combatividad | Clasificación de la combatividad |
| Ciclista                         | Ciclista                         | Equipo                           | Puntos                           |                                  |
| -------------------------------- | -------------------------------- | -------------------------------- | -------------------------------- | -------------------------------- |

### Clasificación por equipos
| Clasificación por equipos | Clasificación por equipos               | Clasificación por equipos | Clasificación por equipos |
| Equipo                    | Equipo                                  | Tiempo                    |                           |
| ------------------------- | --------------------------------------- | ------------------------- | ------------------------- |
| 1.º                       | Trek-Segafredo                          | 48 h 32 min 42 s          |                           |
| 2.º                       | Soudal Quick-Step                       | + 35 s                    |                           |
| 3.º                       | Uno-X Pro Cycling Team                  | + 1 min 54 s              |                           |
| 4.º                       | Intermarché-Circus-Wanty                | + 3 min 11 s              |                           |
| 5.º                       | Alpecin-Deceuninck                      | + 3 min 21 s              |                           |
| 6.º                       | Israel-Premier Tech                     | + 5 min 07 s              |                           |
| 7.º                       | Team Flanders-Baloise                   | + 5 min 31 s              |                           |
| 8.º                       | Lotto Dstny                             | + 6 min 25 s              |                           |
| 9.º                       | Eolo-Kometa                             | + 6 min 51 s              |                           |
| 10.º                      | Bolton Equities Black Spoke Pro Cycling | + 17 min 34 s             |                           |

## Evolución de las clasificaciones
| Etapa                   |                         | Ganador _            | Clasificación general | Puntos               | Jóvenes       | Equipo _          |
| ----------------------- | ----------------------- | -------------------- | --------------------- | -------------------- | ------------- | ----------------- |
| 1.ª etapa               | etapa llana             | Jasper Philipsen     | Jasper Philipsen      | Jasper Philipsen     | Oded Kogut    | Eolo-Kometa       |
| 2.ª etapa               | etapa llana             | Fabio Jakobsen       | Fabio Jakobsen        | Fabio Jakobsen       | Mathias Vacek | Soudal Quick-Step |
| 3.ª etapa               | contrarreloj individual | Søren Wærenskjold    | Mathieu van der Poel  | Fabio Jakobsen       | Mathias Vacek | Soudal Quick-Step |
| 4.ª etapa               | etapa escarpada         | Mathieu van der Poel | Mathieu van der Poel  | Mathieu van der Poel | Mathias Vacek | Trek-Segafredo    |
| 5.ª etapa               | etapa llana             | Fabio Jakobsen       | Mathieu van der Poel  | Mathieu van der Poel | Mathias Vacek | Trek-Segafredo    |
| Clasificaciones finales | Clasificaciones finales |                      | Mathieu van der Poel  | Mathieu van der Poel | Mathias Vacek | Trek-Segafredo    |

## UCI World Ranking
La Vuelta a Bélgica otorgó puntos para el UCI World Ranking para corredores de los equipos en las categorías UCI WorldTeam, UCI ProTeam y Continental. Las siguientes tablas son el baremo de puntuación y los diez corredores que obtuvieron más puntos:
| Posición              | 1.º | 2.º | 3.º | 4.º | 5.º | 6.º | 7.º | 8.º | 9.º | 10.º | 11.º | 12.º | 13.º | 14.º | 15.º | 16.º-30.º | 31.º-40.º |
| Clasificación general | 200 | 150 | 125 | 100 | 85  | 70  | 60  | 50  | 40  | 35   | 30   | 25   | 20   | 15   | 10   | 5         | 3         |
| Por etapa             | 20  | 15  | 10  | 5   | 3   |     |     |     |     |      |      |      |      |      |      |           |           |
| Líder                 | 5   |     |     |     |     |     |     |     |     |      |      |      |      |      |      |           |           |

| Clasificación |                      |                     |         |       |       |       |
| Posición      | Ciclista             | Equipo              | General | Etapa | Líder | Total |
| ------------- | -------------------- | ------------------- | ------- | ----- | ----- | ----- |
| 1.º           | Mathieu van der Poel | Alpecin-Deceuninck  | 200     | 40    | 10    | 250   |
| 2.º           | Søren Wærenskjold    | Uno-X               | 150     | 28    | -     | 178   |
| 3.º           | Casper Pedersen      | Soudal Quick-Step   | 125     | 10    | -     | 135   |
| 4.º           | Yves Lampaert        | Soudal Quick-Step   | 100     | 15    | -     | 115   |
| 5.º           | Jasper Stuyven       | Trek-Segafredo      | 85      | 3     | -     | 88    |
| 6.º           | Jasper De Buyst      | Lotto Dstny         | 70      | 13    | -     | 83    |
| 7.º           | Florian Vermeersch   | Lotto Dstny         | 60      | -     | -     | 60    |
| 8.º           | Fabio Jakobsen       | Soudal Quick-Step   | -       | 55    | 5     | 60    |
| 9.º           | Ben Hermans          | Israel-Premier Tech | 50      | -     | -     | 50    |
| 10.º          | Jasper Philipsen     | Alpecin-Deceuninck  | 5       | 35    | 5     | 45    |